# Левобережное восстание (1668—1669)
Левобережное восстание или мятеж Брюховецкого — поддержанное Крымским ханством и правобережным казачеством вооружённое восстание в Левобережной Гетманщине против власти русского царя в 1668—1669 годах. Восстание возглавил гетман Иван Брюховецкий; после его убийства на казацкой раде в июне 1668 года боевые действия продолжил Демьян Многогрешный. Ряд военных неудач крымско-казацких войск привёл к подписанию левобережным казачеством Глуховских статей и возвращению Левобережья в подданство Российского царства на правах автономии.

## Причины и предпосылки
К восстанию привёл ряд внутренних и внешнеполитических причин. В 1665 году левобережный гетман Брюховецкий заключил с царским правительством Московские статьи, согласно которым увеличивалось число царских войск в городах Гетманщины, а местное население платило налоги в государеву казну и участвовало в содержании гарнизонов. Недовольство вызвало заключение Россией Андрусовского перемирия с Речью Посполитой, закреплявшего раскол Гетманщины по Днепру. Прежде Брюховецкого взволновали слухи о дипломатических сношениях царского правительства с правобережным гетманом Петром Дорошенко, которому будто бы была обещана власть над всей Гетманщиной в случае его перехода в русское подданство.
Дорошенко выступил против Андрусовского перемирия и принял протекцию Крымского ханства, в результате чего в 1666 году началась польско-казацко-татарская война. По образцу его действий, мечтая о целостности Гетманщины под османско-крымской протекцией, Брюховецкий на собранной в январе 1668 года старшинской раде в Гадяче объявил о разрыве отношений с Москвой. Посольства, направленные в Стамбул, Крым и к Дорошенко, имели цель склонить их к совместной борьбе. Брюховецкий подталкивал к восстанию также Слободскую Украину и донских казаков во главе со Степаном Разиным. По некоторым данным, к вооружённому выступлению его подтолкнул Дорошенко, пообещавший уступить ему власть и сделать гетманом обоих берегов Днепра.

## Ход восстания
Вооружённое выступление началось в феврале. Казаки начали осаду Чернигова, обороняемого царским гарнизоном во главе с Андреем Толстым. Призвав на помощь крымскую конницу, левобережные казаки напали на Глухов, Новгород-Северский, Стародуб и другие левобережные города. Им удалось уничтожить немногочисленные русские гарнизоны в Гадяче, Лубнах, Миргороде, Соснице, Батурине, Стародубе, Прилуках и Новгороде-Северском. На Слободской Украине восстание поддержал харьковский полковник Иван Серко. К середине марта русские войска были вытеснены со значительной части Левобережья, оставаясь лишь в Киеве, Нежине, Чернигове, Переяславе и Остре. Однако взять Харьков Ивану Серко не удалось.
Несмотря на успехи восстания авторитет Брюховецкого оставался на низком уровне. За его спиной казацкая старшина пригласила Петра Дорошенко на Левобережье. 17 июня 1668 года в Опошне состоялась общая рада левобережного и правобережного казачества, на которой левобережные казаки отказались признавать Брюховецкого гетманом и жестоко убили его. Дорошенко был объявлен гетманом обоих берегов Днепра. 3—6 июля крупное крымско-казацкое войско было разбито в битве под Севском воеводой Григорием Куракиным. Дорошенко поспешил обратно на Правобережье, оставив в качестве наказного гетмана Демьяна Многогрешного. Последнему не удалось подготовить оборону против крупного русского войска под началом Григория Ромодановского, вступившего в Гетманщину. 19—20 сентября оно штурмовало Чернигов, выбив казаков из занимаемых ими частей города и деблокировав гарнизон Андрея Толстого, оборонявшийся в Черниговском детинце восемь месяцев. Также был деблокирован русский гарнизон в Нежине. После этих событий и после победы Ромодановского над левобрежеными казаками в битве под Седневом Многогрешный пошёл на переговоры с царским правительством. Часть левобережных казаков сохраняла лояльность Дорошенко.
В конце сентября 1668 года основная часть крымской орды вместе с калгой Кырым-Гиреем вновь пришла на Левобережье и, соединившись с лояльными ей казаками, 10 октября под Гайвороном разбила отряд сына Григория Ромодановского Андрея и пленила его самого. На следующий день крымско-казацкая армия атаковала главные силы князя Григория Ромодановского, но тот отбил все атаки и отошёл к Путивлю (5 дней отбиваясь «на отводе»). В ходе неудачных атак крымцы понесли существенные потери. Пассивность казаков дала основание Кырым-Гирею обвинить их в измене.

## Окончание восстания
Между тем переговоры Дорошенко в Чигирине о прямом вассалитете османскому султану разгневали крымского хана. Под его давлением на Корсунской раде в конце октября гетманом был избран Пётр Суховей. Это дополнительно раскололо ряды левобережных казаков, продолжавших сопротивляться России.
В результате переговоров, шедших несколько месяцев между русским правительством и наказным «северским» гетманом Многогрешным, в марте на Глуховской раде были приняты так называемые Глуховские статьи, по которым Левобережье возвращалось в подданство России на условиях, которые были более мягкими, чем условия Московских статей 1665 года. Многогрешный был официально избран левобережным гетманом. Контроль над неподвластной Многогрешному частью Левобережья был установлен в течение 1669 года.